# Directory Access Protocol
Directory Access Protocol (DAP) is een computernetwerkprotocol dat werd ontwikkeld in 1988.
Om de directory's services van X.500 te benaderen werd oorspronkelijk gebruikgemaakt van X.500 DAP, met gebruik van het OSI-model. Nadien is LDAP ontwikkeld, dat de directory's benadert door gebruik te maken van TCP/IP-protocollen. Dit is zoals de naam al zegt “lichter” dan het OSI-protocol.
Niet veel later werden LDAP directory-servers ontwikkeld die zonder X.500 werkten. Ook directory-servers die zowel DAP als LDAP ondersteunen, werden ontworpen. Dit laatste werd vooral populair in bedrijven, want dankzij LDAP was het gebruik van het OSI-netwerk niet meer nodig. Vandaag de dag kunnen X.500 directory-protocols die DAP gebruiken ook op TCP/IP werken.